# Lista de chefes de Estado da Guiné
A seguir está uma lista de presidentes da Guiné, desde que o país conquistou a independência da França em 1958 (após rejeitar a adesão à Comunidade Francesa em um referendo constitucional).

## Lista de chefes de Estado da Guiné
- Denota presidente em exercício
- §  Eleito sem oposição
- † Morte em exercício

| N.º | Imagem | Name (Nascimento–Morte)            | Eleito              | Mandato                | Mandato                   | Mandato            | Partido político |
| N.º | Imagem | Name (Nascimento–Morte)            | Eleito              | Início de posse        | Final de posse            | Tempo de posse     | Partido político |
| --- | ------ | ---------------------------------- | ------------------- | ---------------------- | ------------------------- | ------------------ | ---------------- |
| 1   |        | Ahmed Sékou Touré (1922–1984)      | 1961 1968 1974 1982 | 2 de outubro de 1958   | 26 de março de 1984[†]    | 25 anos e 176 dias | PDG–RDA          |
| —   |        | Louis Lansana Beavogui (1923–1984) | —                   | 26 de março de 1984    | 3 de abril de 1984        | 8 dias             | PDG–RDA          |
| 2   |        | Lansana Conté (1934–2008)          | 1993 1998 2003      | 3 de abril de 1984     | 22 de dezembro de 2008[†] | 24 anos e 263 dias | Militar / PUP    |
| —   |        | Moussa Dadis Camara (1964)         | —                   | 24 de dezembro de 2008 | 3 de dezembro de 2009     | 344 dias           | Militar          |
| —   |        | Sékouba Konaté (1966–)             | —                   | 3 de dezembro de 2009  | 21 de dezembro de 2010    | 1 ano e 18 dias    | Militar          |
| 3   |        | Alpha Condé (1938–)                | 2010 2015 2020      | 21 de dezembro de 2010 | 5 de setembro de 2021     | 10 anos e 258 dias | RPG              |
| —   |        | Mamady Doumbouya (1980–)           | —                   | 1 de outubro de 2021   | Incumbente                | presente           | Militar          |